# Ernst Kohlschütter

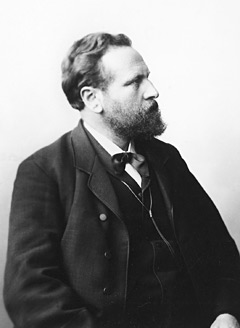
Ernst Kohlschütter

Ernst Otto Heinrich Kohlschütter (* 26. Dezember 1837 in Dresden; † 7. September 1905 in Bad Salzschlirf) war ein deutscher Mediziner.

## Leben
Ernst Kohlschütter wurde in Dresden am 26. Dezember 1837 als Sohn des Mediziners Otto Kohlschütter (1807–1853) und dessen Frau Henriette Heydenreich geboren. Er wurde zunächst von seinem Vater sowie von einem Hauslehrer ausgebildet, seit 1850 besuchte er das Sächsische Landesgymnasium Sankt Afra. Die Reifeprüfung absolvierte er 1856. Nun bezog er die Universität Leipzig zum Medizinstudium, obgleich er sich auch für griechische Philologie interessierte. Er hatte sich für Medizin entschieden, da sein verstorbener Vater Arzt gewesen war. Das Studium wurde durch Stipendien sowie durch ehemalige Patienten des Vaters finanziert.
Das Studium schloss er 1862 mit der Promotion zum Doktor der Medizin ab, er hatte über die „Festigkeit des Schlafes“ geforscht. In der Schlafforschung ist der Begriff Weckschwelle mit diesen Versuchen zur Bestimmung der „Schlaftiefe“ aus den Anfängen der Erforschung des Schlafes verbunden. Seine Weckreizmethode wählte die Stärke des Reizes, die zum Erwachen führt als Maß für die Schlaftiefe.
Dank Theodor Weber konnte Kohlschütter anschließend als Assistenzarzt am Poliklinikum der Universität arbeiten. Im Jahr 1864 erhielt er die Approbation und durfte fortan als Wundarzt und Geburtshelfer fungieren. Mit einer Untersuchung zum Typhus abdominalis wurde er zwei Jahre danach an der Universität Halle für innere Medizin habilitiert. Fortan lehrte er als Privatdozent Balneologie und wurde als Leiter für klinische Propädeutik eingesetzt.
Im Deutsch-Französischen Krieg 1870/1871 wirkte Kohlschütter freiwillig als Arzt in der Diakonissenanstalt Halle. Dafür erhielt er die Kriegsdenkmünze für Nichtkombattanten. 1875 wurde er in Halle zum unbesoldeten außerordentlichen Professor befördert. In der Poliklinik setzte er sich dafür ein, neue Geräte zu besorgen.
Kohlschütter war der Ansicht, das Tuberkulinserum sei nicht wirksam, weshalb er Robert Koch heftig kritisierte. Infolgedessen beschaffte das Kultusministerium die Stellungnahme der Fakultät zu diesem Thema. Zwar verteidigte die Universität ihn, dennoch konnte er fortan nicht mehr als Wissenschaftler weiterarbeiten. Er galt zwar als ausgezeichneter Arzt, sah seine Tätigkeit aber nicht als eine wissenschaftliche an, sondern als eine, die Menschen helfen soll. Neben seiner Tätigkeit als Arzt und Professor engagierte er sich in vielen Kommissionen, Vereinen und Gremien. So beteiligte er sich an der Planung und Durchsetzung einer Wasserleitung sowie des Ausbaus der Kanalisation. Er untersuchte auch das Grundwasser. Diesen Bemühungen ist im Grunde zu verdanken, dass Halle von der Choleraepidemie 1873/1874 nicht getroffen wurde. Auch engagierte er sich für eine Ferienkolonie für arme und behinderte Kinder. Zusammen mit Johannes Conrad initiierte er eine Lesehalle für das Volk, außerdem schuf er Volksküchen und Volkskaffeehallen, wobei ihm wichtig war, dass dort kein Alkohol ausgegeben wurde. Ferner war er Kurator des Hallensischen Museums und bewirkte so, dass die Moritzburg zum Museum umgebaut wurde. Seit 1879 saß er außerdem dem liberalen Verein vor, gab diese Stelle aber bald wieder ab. Von 1885 an war er Vorsitzender des Vereins für das Volkswohl. In diesem Amte versuchte er, die Stellung der Arbeiter zu verbessern. Damit allerdings machte er sich die Sozialdemokratie zum Feind. Zwar machte er sich durch die ganze politische Aktivität keine allgemeinen Nachteile, erhielt aber dennoch keine Förderung, wie in der Chronik der Universität Halle vermerkt ist.

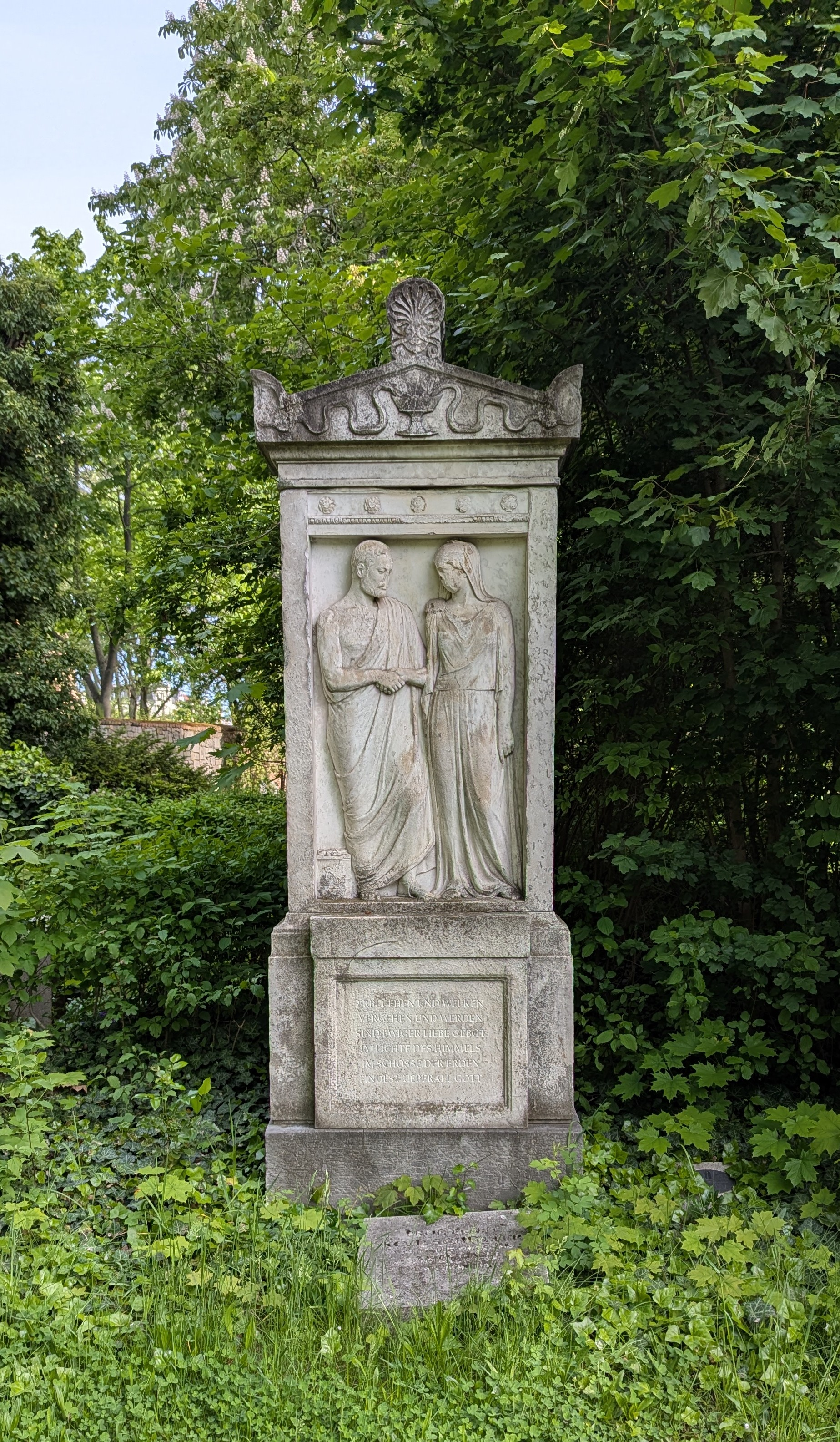
Denkmal auf dem Nordfriedhof Halles

1890 gab Kohlschütter die Professur auf, da sie aufgrund politischer Konflikte nicht mehr tragbar für ihn war. Vorlesungen hielt er aber auch weiterhin. Im Jahr 1896 wurde er zum Mitglied der Leopoldina gewählt.
Im Jahr 1892 wurde Kohlschütter zum Gemeinderat ernannt. Diese Stelle hielt er bis zu seinem Tod inne. Laut der Universitätschronik hatte er allerdings häufig Wutanfälle gegen „Niedrigkeit und Gemeinheit“, weshalb er bald schon als Außenseiter galt.
Am 7. September 1905 erlag Kohlschütter während eines Kuraufenthaltes in Bad Salzschlirf einem Herzinfarkt, nachdem er zuvor schon unter Herzleiden und Schwerhörigkeit gelitten und sich aus der Öffentlichkeit zurückgezogen hatte. Bei seiner ärztlichen Pflege der Armen hatte er keine Rücksicht auf seine eigene Gesundheit genommen, hatte sich so mehrfach infiziert und wäre beinahe an einer Seuche verstorben.
Der Verein für Friedhofskultur Halle bezeichnet Kohlschütter als „Helfer der Armen in Glaucha“. Kurz nach seinem Tod wurde in Halle außerdem die Kohlschütterstraße nach ihm benannt, als Andenken für sein Engagement, für sein Wirken in der Kommunalpolitik und für seine Sorge um die Armen. Auf dem Nordfriedhof Halle steht ein Marmordenkmal für Kohlschütter. Eine Apotheke in Halle trägt seit 1991 Kohlschütters Namen.

## Familie
Kohlschütter war dreimal verheiratet, in erster Ehe mit
Sophie Elise Henriette Charlotte Klincke, die 1870 bei der Geburt ihres Sohnes Ernst Kohlschütter (1870–1942, Professor für Geodäsie) starb.
Daraufhin heiratete Ernst Otto Heinrich Kohlschütter Antonie Härtel (* 21. November 1837 in Leipzig, † Anfang Februar 1874 in Halle an der Saale), eine Tochter des Musikverlegers Hermann Härtel, am 23. Februar 1873, die aber bereits ein Jahr später starb.
Im März 1876 heiratete er dann seine dritte Ehefrau Marie Helene Spielberg, Tochter des Juristen Wilhelm Spielberg. Mit dieser hatte er vier Kinder (Ernst Wolfgang Kohlschütter, 1878–1945, Kaufmann; Christiane Kohlschütter, 1879–1959; Heinrich Kohlschütter, 1881–1969, Professor für Wasserwirtschaft; Arnold Kohlschütter, 1883–1969, Professor für Astronomie). Er hatte also insgesamt fünf leibliche Kinder.
Daneben adoptierte Kohlschütter vier Kinder und besaß Vormundschaft über zwei weitere. Das Geld für seine Familie verdiente er durch seine Vorlesungstätigkeit und durch seine Arztpraxis. Allerdings erhielt er keine Berufung auf andere Lehrstühle und verfasste auch keine wissenschaftlichen Werke.